# 東武ED5000形電気機関車
東武ED5000形電気機関車（とうぶED5000がたでんききかんしゃ）は、かつて東武鉄道に在籍した貨物用電気機関車。

## 経緯

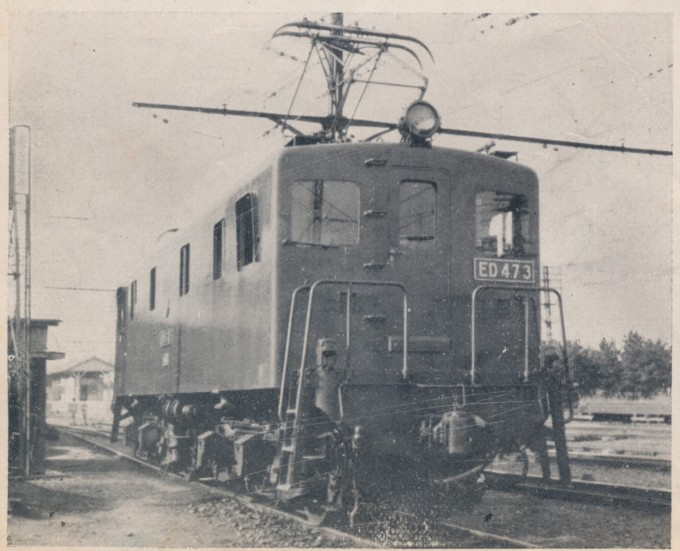
東武鉄道ED47形(1950年頃)

東武鉄道は蒸気鉄道で開業したため、かなり遅くまで貨物輸送には蒸気機関車を使用していた。電気機関車は1930年にED10形（後のED4000形）が1両入線したが、これは注文流れで東武の電機となったものである。その後1944年に総武鉄道（現・東武野田線）と合併した際にデキ1形（後のED3000形）の3両が加わり、1946年 - 1948年に他社の注文流れであるED4010形・ED4020形の4両が加わっている。
このように、他社の注文流れや合併により8両の電機があったが、貨物輸送はこの時点でも蒸機が主力となっていた。とはいえ、何時までも蒸機に頼るわけにいかず、1957年から自社発注の量産型電機が順次増備されていった。
ED5000形は試作的要素の強い電機で、1950年に3両が東芝で製造され、その後の量産型電機の基本となったものである。

## 特徴
登場当初は、ED47形ED471 - ED473を称したが、1955年に改番され、ED5001 - ED5003となった。
外観の特徴は、側面にベンチレーターがない箱形電機で、茶色に塗装されている。前後にデッキが設けられており、黄色塗装だが、正面は特徴的なゼブラ塗装がされている。車体長12.9mは東武の電気機関車としては最大である。また東武の電気機関車では唯一弱め界磁を搭載している。
新造当初は電気ブレーキが装備されたが、1965年に撤去された。
この電機は、その後製造されるED5010形の基本となった。

## 廃車
ED5080形の導入により余剰が発生し、ED5001は1978年11月9日付けで三岐鉄道に譲渡された。譲渡に際し、塗装変更や重連総括制御装置の取り付け等の改造が施されている。当初は東武時代と同一番号で使用されていたが、1993年に同社ED45形に編入され、ED458となっている。現在も三岐線で貨物列車に使用されている。
残るED5002・ED5003は1984年3月30日に廃車となり、杉戸倉庫にて解体された。
3両全機が杉戸機関区の配属であったが、昭和40年代にED5001が東上線に貸し出されていた記録がある。入線間もない頃には浅草発日光行の臨時夜行列車の牽引にもあたった。